# Sponsion (graduación)
En Austria, la Sponsion (graduación) se refiere a la concesión del título académico de Magister en masculino - Magistra en femenino (abreviado como Mag. o Mag.a o Mag. (FH)), Diplomingenieur en masculino - Diplomingenieurin en femenino (abreviado como DI o DI (FH) o Dipl.-Ing. o Dipl. Ing. (FH)), un Bachelor of Arts (abbr. B.A.), Bachelor of Science (abreviado: B.Sc.), Bachelor of Education (abreviado: B.Ed.) o Bachelor of Laws (abreviado: LL.B.), así como un Master of Arts (abreviado: M.A.), Master of Science (abreviado: M.Sc.) o Master of Laws (abreviado: LL.M.) y Master of Business Administration. 
El "doctorado" en medicina general (Dr. med. univ.) y el "doctorado" en odontología (Dr. med. dent.) también se conceden por graduación (Sponsion). Contrariamente a su nombre, estos grados no son doctorados desde 2002, sino diplomados (los llamados doctorados profesionales), que se conceden tras la finalización de una diplomatura correspondiente (medicina humana u odontología). Todos los demás doctorados se conceden a través de un doctorado.

## Requisitos
Los requisitos para la graduación son la finalización con éxito de un programa de licenciatura, diplomatura, máster o maestría en una universidad o escuela superior de ciencias aplicadas con el examen de grado y la redacción de una tesis de licenciatura, máster o maestría. El título se otorga mediante un certificado de graduación expedido por el rector o el vicerrector de la universidad responsable de la docencia en la universidad. El certificado de graduación se entrega en un acto académico en un ambiente festivo. Las cuestiones formales del patrocinio están reguladas en la Ley de Universidades de Austria de 2002 (en particular, el artículo 87).

## "Spondeo"
El término proviene de la palabra latina sponsio (promesa). En una ceremonia académica, los graduados prometen voluntariamente comportarse siempre de la manera exigida por su formación académica; literalmente spondeo o lo prometo: "Prometemos servir a la ciencia, promover sus objetivos y contribuir así responsablemente a la solución de los problemas de la sociedad humana y a su próspero desarrollo ulterior, y permanecer vinculados a la universidad". (Promesa en la Universidad de Salzburgo)